# Sint-Jozefkerk (Antwerpen)

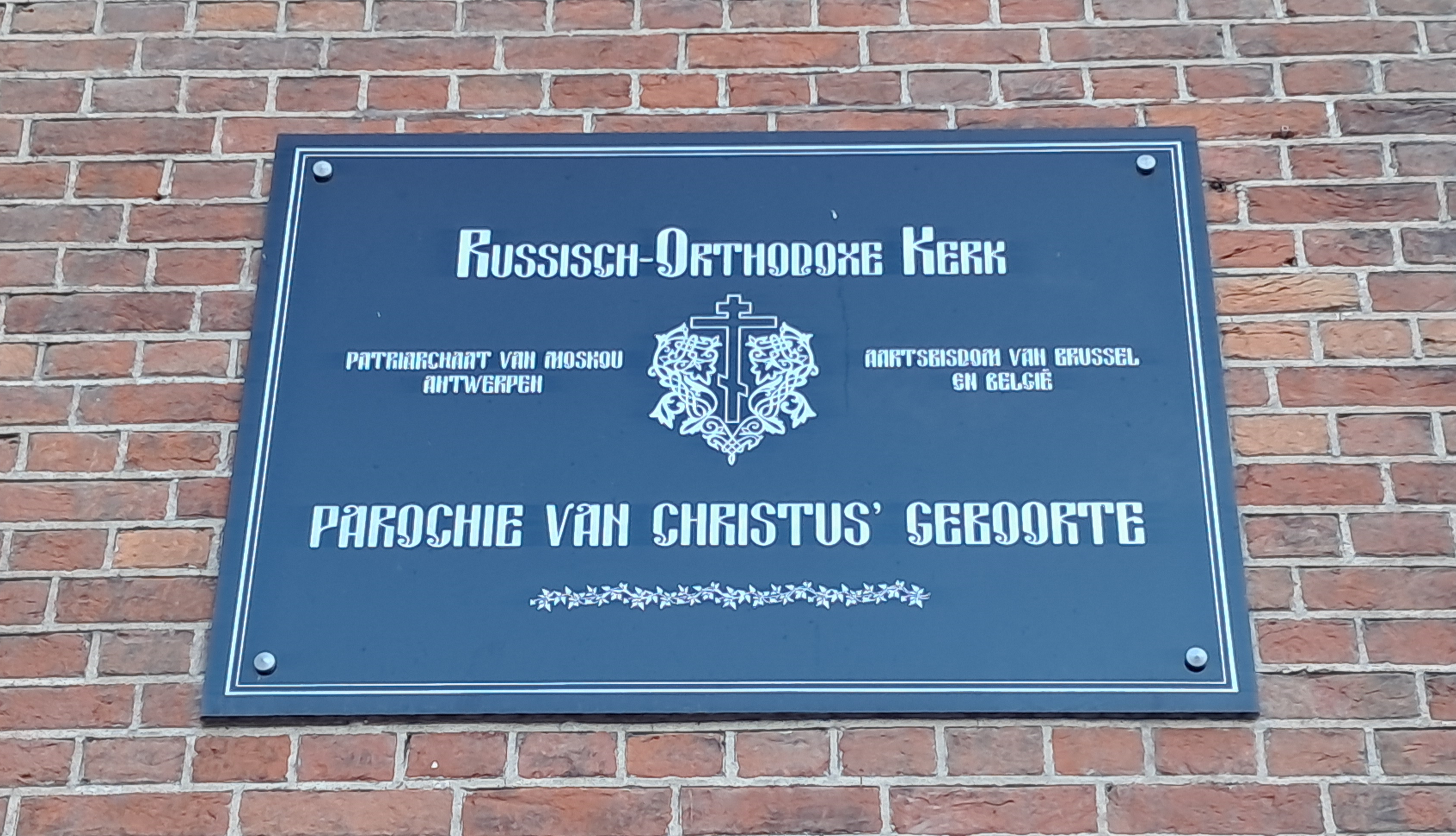
Bord aan de ingang van de Sint-Jozefkerk mbt de 'parochie van Christus Geboorte' van de Russisch-orthodoxe Kerk.

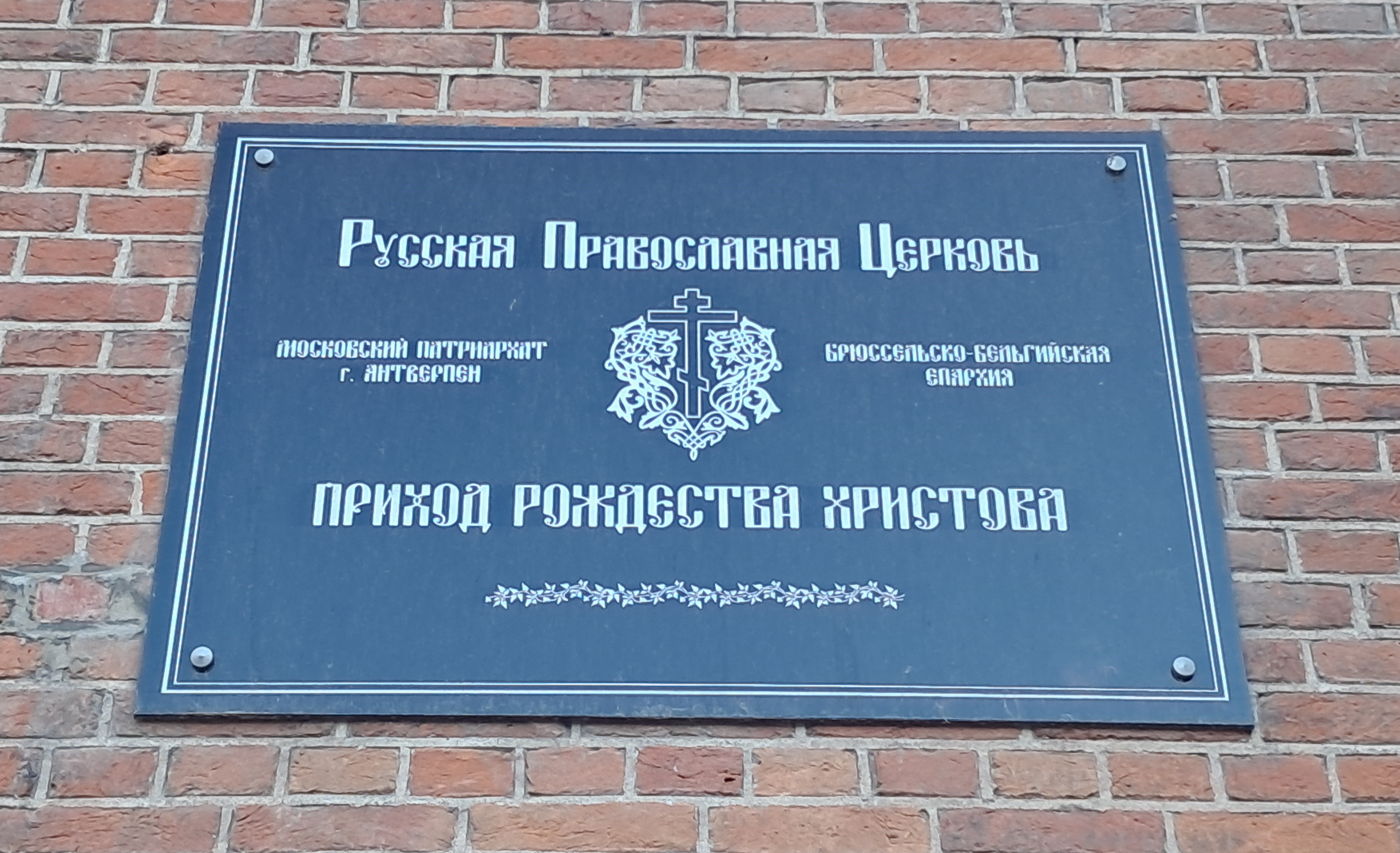
Bord aan de ingang van de Sint-Jozefkerk mbt de 'parochie van Christus Geboorte' van de Russisch-orthodoxe Kerk.

De Sint-Jozefkerk is een oorspronkelijk rooms-katholieke kerk in Antwerpen. Ze werd ingewijd in 1868 en opgetrokken in neoromaanse stijl naar een ontwerp van Eugeen Gife. Sinds 2000 wordt ze gehuurd door de Russisch-orthodoxe Christus' Geboorte parochie (Russisch: Приход Рождества Христова). Het adres van de kerk is Loosplaats 1.
De rooms-katholieke parochie werd opgericht op vraag van de bewoners van de Leopoldskwartier. In 1899 werd de kerk uitgebreid met een zijportaal aan de Charlottalei en twee jaar later werd rond het geheel een smeedijzeren hek geplaatst. In 1912-13 wordt de kerk verder uitgebreid met een rechthoekige sacristie naar ontwerp van Jules Bilmeyer. Het gebouw werd tijdens de Tweede Wereldoorlog ernstig beschadigd, waardoor er bij hoogdringendheid herstellingen worden uitgevoerd in 1948 en 1958. Hierbij worden de onherstelbaar beschadigde glasramen vervangen door exemplaren van de hand van Jos Hendrickx uit 1965-66. Deze stellen de sacramenten en 15 mysteries voor.

## Geschiedenis van de Russisch-orthodoxe kerk in Antwerpen
De eerste Russisch-orthodoxe parochies ontstonden in Antwerpen omstreeks de jaren '20 van de 20ste eeuw door de komst van Russische immigranten naar de stad. Deze verschillende parochies werden in oktober 1999 samengevoegd tot de huidige parochie die haar naam kreeg naar aanleiding van het 2000-jarig bestaan van het christendom. De parochie werd  in 2004 officieel erkend door de Belgische overheid.

## Gebouw
Het betreft een naar het zuidoosten georiënteerd bakstenen kerkgebouw in neoromaanse stijl. Okerkleurige natuursteen werd daarbij ter decoratie gebruikt. Het is een driebeukige kruiskerk met een zevenzijdig afgesloten koor.
De westgevel wordt geflankeerd door twee identieke torens van vier geledingen en elk met een achtkante klokkenverdieping en ingesnoerde naaldspits. De westgevel bezit een roosvenster.
Het interieur is voornamelijk neoromaans en stamt onder andere uit de laatste 3 decennia van de 19e eeuw.